# هومر وجيثرو
هومر وجيثرو (بالإنجليزية: Homer and Jethro)‏ هو ثنائي غنائي أمريكي مكون من هنري «هومر» هاينز (1920-1971) وكينيث «جيثرو» بيرنز (1920-1989)، واشتهر الثنائي منذ الأربعينيات وحتى الستينيات على الراديو والتلفزيون بإصداراتهم الساخرة من الأغاني الشهيرة. حصل الثنائي على جائزة جرامي في عام 1959 وهم أعضاء في قاعة مشاهير موسيقى الكانتري.

## التاريخ

### السنوات المبكرة
التقى هاينز وبيرنز في عام 1936 خلال اختبار أداء في محطة إذاعية في نوكسفيل، تينيسي عندما كانا في السادسة عشر من عمرهما. واشتركا أصلا باس فريق «جونيور ودودي»، لكن مقدم البرنامج لويل بلانشارد نسي لقيبهما خلال البث، فأطلق عليهما الاسمين اللذان عرفا بهما. في عام 1939، أصبح الثنائي منتظما في إذاعة رينفرو فالي في كنتاكي.
تم تجنيد الاثنين في الجيش خلال الحرب العالمية الثانية ولكنهما خدما بشكل منفصل؛ اجتمعا مجددا في نوكسفيل عام 1945، وفي عام 1947 غنوا معا في برنامج «ميدوسترن هايرايد» في إذاعة WLW في سينسيناتي. اعتمد الثنائي منذ بدايتهما على غناء أغاني البوب الشهيرة بطريقة ريفية مبالغة، وكان هاينز يعزف على الإيتار وبيرنز على المندولين. وقع الفريق عقدا مع علامة كينغ ريكوردز، وعزفوا في جلسات التسجيل خلف فنانين آخرين مثل مون موليكان بالإضافة إلى إصدار أغانيهم الخاصة، ولكن النزاع حول حقوق الأغنية مع مالك العلامة سيد ناثان أدى بالأخير فصلهم من العلامة. تم فصل الثنائي مع عدة نجوم آخرين من قبل الإدارة الجديدة لمحطة WLW في عام 1948، وانتقلوا إلى سبرينغفيلد في ميزوري وغنوا في محطة KWTO مع تشيت أتكينز وعائلة كارتر.

### الأغاني الساخرة
وقع الثنائي مع علامة آر سي أيه فيكتور في عام 1949، واقترح عليهم مدير المواهب ستيف شولز أن ينتقلوا لغناء محاكيات ساخرة لأغاني البوب الكانتري والبوب. من بين نجاحاتهم الأولى كانت محاكاة لأغنية "Baby It's Cold Outside" بالاشتراك مع جون كارتر. أعطاهم مؤلف الأغنية، فرانك ليوسر، الإذن بالسخرية من أغنيته بشرط إدخال جملة «مع الاعتذار لفرانك لوسر». حصل الفريق على موقع لهم في إذاعة WLS في شيكاغو في عام 1950، وعزفوا مع سبايك جونز في جولاته، وأصدروا عددا من الألبومات الناجحة. كما عزفوا خلف تشيت أتكينز في بداية مسيرته في أواخر الأربعينيات وأوائل الخمسينيات وعدد من جلسات تسجيل الكانتري الأخرى على آر سي أيه في شيكاغو وناشفيل. كان أتكينز متزوجًا من أخت زوجة بيرنز.
فاز الثنائي بجائزة غرامي لأفضل أداء كوميدي وموسيقي في عام 1959 عن أغنيتهم "The Battle of Kookamonga"، وهي محاكاة ساخرة لأغنية جوني هورتون الشهيرة «باتل أوف نيو أورلينز».

## السنوات اللاحقة
تطوّر أسلوب الثنائي بمرور الوقت، ما أتاح لهما الوصول إلى جمهور البوب تقديم العروض على الشبكات الرئيسية وفي لاس فيغاس. تم تعيينهم في الستينات كشخصيات تجارية لشركة كيلوغز لرقائق الذرة. ومن أهم حفلاتهم كانت حفل الافتتاح الكبير لمركز ديكسي سكوير التجاري في هارفي، إلينوي، وذلك في نوفمبر 1966.
ظهر هومر وجيثرو عدة مرات على برنامج جوني كاش خلال موسم 1970-1971، وإن لم يكونا منتظمبن في الظهور. أعاد الفريق غناء أغنيتهم القديمة "Baby, It's Cold Outside" مع جون كارتر التي كانت متزوجة من جوني كاش وقتها.
توفي هاينز بنوبة قلبية في عام 1971، وحاول بيرنز الحفاظ على الثنائي بشخصية جديدة وهي عازف الجيتار كين إيدسون، لكن هذا المشروع لم يعش طويلا. استمر بيرنز في التسجيل بمفرده أو مع المغني الشعبي في شيكاغو ستيف غودمان. توفي في عام 1989 بسبب سرطان البروستاتا.
تم إدخال هاينز وبيرنز في قاعة مشاهير موسيقى الكانتري في عام 2001.